# مجلس أوريغون التشريعي
مجلس أوريغون التشريعي (بالإنجليزية: Oregon Legislative Assembly)‏ هي الهيئة التشريعية لأوريغون، تتكون من المجلس الأعلى مجلس شيوخ ولاية أوريغون
، والمجلس الأدنى مجلس نواب أوريغون .